# Eoplatax
Eoplatax papilio
Genre
Espèces de rang inférieur
- † Eoplatax papilio  Volta, 1796
- † ? Eoplatax subvespertilo[1]

Eoplatax est un genre fossile de poissons à nageoires rayonnées rapporté à la famille des Ephippidae ou directement rattaché à l'ordre des Perciformes. Il est parfois surnommé le poisson chauve-souris. 

## Classification
Le genre Eoplatax est décrit en 1969 par Jacques Blot,

### Espèces
L'espèce fossile la plus connue est Eoplatax papilio. Une seconde espèce fossile, Eoplatax subvespertilo, est peu documentée.

### Étymologie
Du grec « Êôs » (aurore, origine) et platus (large et plat). Ce dernier terme a donné son nom au genre Platax dont de nombreuses espèces existent encore. Le nom d'Eoplatax signifie donc « à l'origine de Platax ».

## Datation
Il a vécu dans les lagons tropicaux de l'océan Téthys, précurseur de la Méditerranée, au cours de l'Éocène inférieur (Yprésien), il y a environ entre 50,5 et 48,5 Ma (millions d'années),. Les spécimens connus, parfaitement conservés, proviennent du site paléontologique et des niveaux de Lagerstätten du Monte Bolca, en Vénétie (Italie).

## Description
Eoplatax est proche des espèces actuelles de poissons du genre Platax qui vivent principalement en zone intertropicale.
Eoplatax est un grand poisson très aplati latéralement, avec une grande élévation verticale et une petite bouche. Au Monte Bolca, on le trouve avec son proche parent : Platax altissimus.

### Publication originale
- Jacques Blot, « Les poissons fossiles du Monte Bolca classés jusqu’ici dans les familles des Carangidae, Menidae, Ephippidae, Scatophagidae », Studi e Ricerche sui Giacimenti Terziari di Bolca, vol. 1,‎ 1969, p. 1–525.